# Wolfgang Fuchs (Komponist)
Wolfgang Josef Fuchs (* 1955 in Mönchröden) ist ein deutscher Musiker und Komponist.

## Werdegang
Fuchs studierte  Klavier am Meistersinger Konservatorium in Nürnberg und machte seinen Studienabschluss als staatlich geprüfter Musiklehrer im Sommer 1982. Anschließend arbeitete er an der Städtischen Musikschule in Neumarkt in der Oberpfalz als Klavierlehrer und ist dort seit Herbst 1987 als Schulleiter tätig. Daneben übernimmt er weitere Tätigkeiten im Musikbereich, beispielsweise als Chorleiter mehrerer Chöre, und widmet sich seit einigen Jahren der Komposition von Klaviermusik im rockigen und jazzigen Stil. Er veröffentlichte unter der Autorenbezeichnung „Wolfgang J. Fuchs“ fünf musikbezogene Hefte im Schlüter Verlag/Musikverlag Schweizer. Seit 1995 ist er für das Musikprogramm des Altstadtfestes in Neumarkt in der Oberpfalz verantwortlich.

## Veröffentlichungen
- Criminal Chords. Swing und Latin für Klavier. Schlüter Verlag, ISBN 978-3-9813440-6-6
- Daytime – Nighttime. Rag'n'Rock für Genießer. Schlüter Verlag, ISBN 978-3-9813440-8-0
- Emotions. Rockpiano zum Träumen. Schlüter Verlag, ISBN 978-3-9813440-5-9
- Seasons. 4 Rockballaden für Klavier. Schlüter Verlag, ISBN 978-3-9813440-4-2
- What Breezy Nights Can Tell. 3 Stücke für romantisches Klavier. Schlüter Verlag, ISBN 978-3-9813440-7-3
- Fuchs-Collection. (Sammelband seiner fünf Veröffentlichungen), Schlüter Verlag, ISBN 978-3-9813440-9-7